# Expedit

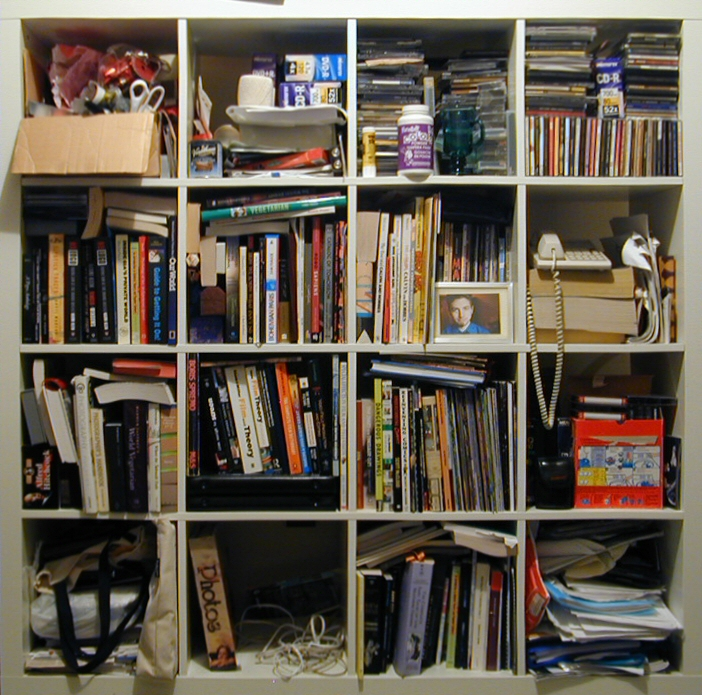
Een goed gevulde Expedit

Expedit was een serie kasten van het Zweedse woonwarenhuis IKEA. Karakteristiek voor deze serie waren de vierkante vakken en de relatief dikke buitenranden. Daarnaast was de kast bekend bij liefhebbers van grammofoonplaten: de vakken hadden precies de juiste hoogte voor langspeelplaten. In 2014 is Expedit uit productie genomen, en vervangen door de serie Kallax, met minder dikke randen. Als reden hiervoor werd genoemd dat de Kallax minder hout vereiste en goedkoper te transporteren was.